# Clàudia Pulcra
|  | Aquest article tracta de la filla de Clàudia Marcel·la la Menor. Per altres personatges, vegeu Clàudia Pulcra |

Clàudia Pulcra (llatí: Claudia Pulchra) va ser una dama romana de la dinastia júlioclàudia que va viure en els regnats d'August i de Tiberi.
Era filla de Clàudia Marcel·la la Menor, la filla petita d'Octàvia i neboda d'August. Pel que fa al seu pare, les fonts històriques no indiquen qui era. El més possible és que fos filla del seu segon espòs, Marc Valeri Messal·la Barbat Apià, que va ser cònsol romà l'any 12 aC i pare també dels seus germans petits, Valèria Messal·lina i Marc Valeri Messal·la Barbat Messal·lí, que fou pare de Valèria Messalina, futura esposa de l'emperador Claudi. No obstant això, atès que el seu pare era un Valeri, per la seva filla hom esperaria el nom de Valèria, i per això hi ha historiadors que han proposat que el seu pare fos Publi Clodi Pulcre, el fill del famós Clodi, en un matrimoni que hagués estat de duració breu i per la resta desconegut. Però molts altres historiadors rebutgen aquesta explicació; el motiu del nom de Clàudia Pulcra podria ser una adopció o bé una primera mostra del canvi en les pràctiques onomàstiques, que a final del segle i dC ja era ben diferent (Clàudia podria haver pres el nom de la seva mare, també Clàudia).
Va ser la tercera esposa del general romà i polític Publi Quintili Var. Clàudia Pulcra li va donar un fill, també anomenat Publi Quintili Var. El seu marit es va suïcidar el 9 de setembre durant la batalla del bosc de Teutoburg, a la Germania Inferior, i mai no va tornar a casar.
Pulcra va ser amiga íntima de la seva cosina Agripina la Major. A través d'aquesta amistat, Pulcra va ser una de les víctimes de les intrigues de Sejà l'any 26. Domici Afer la va acusar d'enverinar Tiberi amb procediments màgics, i va ser jutjada i exiliada, on va morir. L'historiador romà Tàcit considera que el judici va ser un atac polític contra Agripina.
El seu fill es va fer ric amb l'herència dels seus pares. L'any 27, però, el jove Var va ser acusat de traïció i gairebé va ser condemnat. El seu judici es va atribuir a la creixent desconfiança de Tiberi cap al seu entorn i a les maquinacions de Sejà.